# NGC 4545
NGC 4545 je spirální galaxie s příčkou v souhvězdí Draka, kterou objevil William Herschel 20. března 1790.
Její zdánlivá velikost je 12,3. Je nejjasnějším členem malé skupiny galaxií označované LGG 295.